# NRJ Allemagne
Pour les autres stations de NRJ dans le monde, voir NRJ International.
Energy-NRJ est un réseau de huit stations de radio à travers l’Allemagne, édité par Energy média, filiale à 100 % de NRJ International en France.
Chaque station locale Energy-NRJ (NRJ Berlin, NRJ Brême, NRJ Hambourg, NRJ Munich, NRJ Nuremberg, NRJ Stuttgart, NRJ Saxe) diffuse son propre programme indépendamment l'une de l'autre.

## Historique

### Identité visuelle (logo)

Logo de 2008 à 2014
Logo depuis 2014